# Sigmodontins
Els sigmodontins (Sigmodontinae) són un dels grups de mamífers més diversos. Inclouen com a mínim 376 espècies.

## Taxonomia
Moltes autoritats inclouen els neotomins i tilomins com a part de la gran definició de sigmodontins. Quan s'inclouen aquests gèneres, els membres del grup pugen a 508. Estan distribuïts arreu del Nou Món, però predominantment a Sud-amèrica. Els sigmodontins habiten el mateix nínxol ecològic que ocupen els murins en el Vell Món.
Els thomasominis del bosc atlàntic del Brasil no estan relacionats amb els thomasominis «autèntics» del nord dels Andes i l'Amazònia. Els gèneres Wiedomys i Sigmodon estan col·locats en la seva pròpia tribu i els fil·lotins Irenomys, Punomys, Euneomys i Reithrodon es consideren incertae sedis.

## Classificació
Els gèneres de sigmodontins s'agrupen en tribus; alguns que tenen relacions filogenètiques incertes es consideren incertae sedis:
Subfamília Sigmodontinae
- Oryzomyalia
  - Tribu Abrotrichini[1]
    - Abrothrix
    - Chelemys
    - Geoxus
    - Notiomys
    - Paynomys

  - Tribu Akodontini
    - Akodon
    - Bibimys
    - Blarinomys
    - Brucepattersonius
    - Deltamys
    - Juscelinomys
    - Kunsia
    - Lenoxus
    - Necromys
    - Oxymycterus
    - Podoxymys
    - Scapteromys
    - Thalpomys
    - Thaptomys

  - Tribu Oryzomyini
    - Amphinectomys
    - Cerradomys
    - Dushimys †[2]
    - Drymoreomys
    - Handleyomys
    - Holochilus
    - Lundomys
    - Megalomys †
    - Melanomys
    - Microakodontomys
    - Microryzomys
    - Neacomys
    - Nectomys
    - Nesoryzomys
    - Noronhomys †
    - Oecomys
    - Oligoryzomys
    - Oryzomys
    - Pseudoryzomys
    - Scolomys
    - Sigmodontomys
    - Tanyuromys
    - Zygodontomys

  - Tribu Phyllotini
    - Andalgalomys
    - Andinomys
    - Auliscomys
    - Calassomys
    - Calomys
    - Chinchillula
    - Eligmodontia
    - Euneomys
    - Galenomys
    - Graomys
    - Ichthyurodon †
    - Irenomys
    - Loxodontomys
    - Neotomys
    - Olympicomys †
    - Pardinamys[3] †
    - Phyllotis
    - Punomys
    - Reithrodon
    - Salinomys
    - Tafimys †
    - Tapecomys

  - Tribu Thomasomyini
    - Abrawayaomys
    - Aepeomys
    - Chilomys
    - Delomys
    - Phaenomys
    - Rhagomys
    - Rhipidomys
    - Thomasomys
    - Wilfredomys

  - Tribu Wiedomyini
    - Cholomys †
    - Wiedomys
- Sigmodontalia
  - Tribu Ichthyomyini
    - Anotomys
    - Chibchanomys
    - Ichthyomys
    - Neusticomys
    - Rheomys

  - Tribu Sigmodontini
    - Sigmodon
- Incertae sedis
  - Chukimys †
  - Juliomys
  - Megaoryzomys †
  - Olimpicomys †
  - Panchomys †